# Lista de mulheres neurocientistas

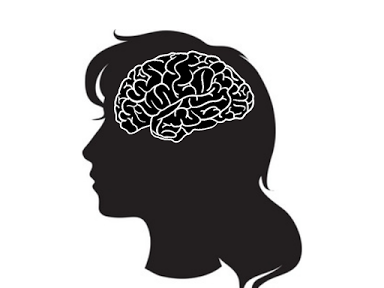
Mulheres na Neurociência

Segue-se a seguinte lista de mulheres neurocientistas por nacionalidade – mulheres notáveis que são bem conhecidas pelo seu trabalho no campo da neurociência.

## Países

### África do Sul
- Frances Ames (1920-2002), neurologista, psiquiatra e ativista dos direitos humanos que estudou os efeitos da cannabis no cérebro;

### Alemanha
- Katrin Amunts (nascida em 1962), neurocientista conhecida pelos seus estudos no campo do mapeamento cerebral;
- Angela D. Friederici (nascida em 1952), especialista em neuropsicologia e linguística;
- Magdalena Götz (nascida em 1962), neurocientista reconhecida pelos seus estudos sobre as células gliais;
- Eva-Maria Mandelkow, neurocientista e pesquisadora da doença de Alzheimer;
- Petra Ritter (nascida em 1974), neurocientista que aplica neurociência computacional para simulações cerebrais;
- Constance Scharff (nascida em 1959), zoóloga e neuroetologista que pesquisa sobre o canto dos pássaros e a neurogênese;
- Sigrid Schmitz (nascida em 1961), neurocientista que pesquisa sobre o gênero e a tecnologia científica com foco nas ciências do cérebro e nas neuroculturas contemporâneas;
- Tania Singer (nascido em 1969), psicóloga e neurocientista social;
- Marthe Vogt (1903–2003), reconhecida pelas suas importantes contribuições para a compreensão do papel dos neurotransmissores no cérebro;
- Nadine Gogolla, neurocientista reconhecida por decodificar expressões faciais em ratos como emoções e correlacionar isso à atividade neural;

### Argentina
- Cecilia Bouzat (nascida em 1961), bioquímica reconhecida pelos seus estudos no campo dos distúrbios neurológicos;[1][2]

### Austrália
- Lyn Beazley (nascida em 1944), neurocientista e professora;[3][4]
- Leeanne Carey (nascida em 1959), neurocientista especializada em terapia ocupacional, reabilitação neurológica e pesquisa de recuperação em vítimas de acidente vascular;[5]
- Una Lucy Fielding (1888-1969), neuroanatomista reconhecida por ter descoberto a ligação vascular entre o hipotálamo e a glândula pituitária;[6]
- Mary Galea (nascida em 1951), fisioterapeuta e neurocientista da Universidade de Melbourne;[7]
- Jee Hyun Kim, neurocientista comportamental cujos estudos focam-se na aprendizagem emocional e na memória durante a infância;[8]
- Elspeth McLachlan (nascida em 1942), autoridade mundial no estudo das vias neurais dentro do sistema nervoso autônomo;[9]
- Pat Michie, professora emérita de psicologia na Universidade de Newcastle da Austrália;[10]
- Kathryn North, médica pediatra, neurologista e geneticista clínica especializada em déficits cognitivos em neurofibromatose de tipo 1 e estratégias de intervenção para crianças com dificuldades de aprendizagem e miopatias hereditárias;[11][12]
- Jennie Ponsford, neurocientista cujo estudos abordam as consequências negativas da lesão cerebral traumática relacionada à fadiga, distúrbios do sono, problemas de atenção, humor e distúrbios comportamentais;[13][14]
- Sandra Rees (nascida em 1942), pesquisadora sobre a patogênese da lesão cerebral;[15][16]
- Linda Richards, neurocientista especializada na pesquisa do desenvolvimento das Cortical midline structures (CMS):[17][18]
- Nicole Rinehart, neurocientista cujos estudos são sobre transtornos do espectro autista, transtorno de Asperger e TDAH;[19][20]
- Lesley Joy Rogers (nascida em 1943), professora emérita de neurociência na Universidade da Nova Inglaterra da Austrália;[21]
- Renae Ryan, neurocientista e farmacologista que promove a equidade de género, diversidade e inclusão;[22]
- Ingrid Scheffer (nascida em 1958), neurologista pediátrica e pesquisadora sénior com foco na epilepsia:[23][24]

### Áustria
- Alexandra Adler (1901–2001), neurologista reconhecida pelos seus estudos sobre o cérebro de uma vítima de esclerose múltipla e pela sua pesquisa sobre o transtorno de estresse pós-traumático;[25]
- Elisabeth Binder, neurocientista especializada no estudo de transtornos do humor e ansiedade;[26]
- Melly Oitzl (nascida em 1955), neurocientista comportamental com foco nas relações entre o estresse, cognição e emoção;[27][28]

### Brasil
- Suzana Herculano-Houzel (nascida em 1972), neurocientista com foco na neuroanatomia;[29][30][31]
- Anna Christina Nobre (nascida em 1963), neurocientista cujos estudos abordam o comportamento dos sistemas neurais que suportam as funções cognitivas no cérebro humano;[32][33]

### Canadá
- Rosemary Bagot (nascida em 1981), investigadora sobre os mecanismos da função cerebral alterada na depressão;[34]
- Frances Champagne, neurocientista cujos estudos focam-se na neurociência molecular, no comportamento materno e na epigenética;[35]
- Anne Churchland, neurocientista com foco na função do córtex parietal posterior nos processos cognitivos;[36]
- Karen Davis, neurocientista que desenvolve a sua pesquisa no campo dos mecanismos subjacentes à dor aguda e crônica e à percepção de temperatura, a influência da atenção e a plasticidade;[37][38]
- Allison J. Doupe (1954-2014), psiquiatra, bióloga e neurocientista com foco na neurobiologia aviária e na comunicação;[39][40]
- Lillian Dyck (nascida em 1945), senadora de Saskatchewan, neurocientista e reitora da Universidade de Saskatchewan do Canadá;[41][42]
- Gillian Einstein (nascida em 1952), neurocientista nascida nos Estados Unidos com foco na anatomia do cérebro feminino;[43]
- Ariel Garten (nascida em 1979), designer de moda, fundadora da InteraXon e cientista que explora a interseção da arte com a neurociência;[44][45]
- Isabel Gauthier (nascida em 1971), neurocientista cognitiva e editora de jornal;[46][47][48]
- Mireille Gillings (nascida em 1971), neurobióloga  e empresária;[49][50][51]
- Rachel Sarah Herz, psicóloga e neurocientista cognitiva com foco na psicologia do olfato:[52][53]
- Judy Illes (nascida em 1960), professora de neurologia com foco na neuroética;[54]
- Ingrid Johnsrude, neurocientista e professora com foco na estrutura cerebral, capacidade de linguagem e em doenças cerebrais degenerativas em idosos;[55][56]
- Sheena Josselyn, neurocientista que estuda a base neural da memória;[57][58]
- Sandi Lam, neurocirurgiã que estuda novos usos da neuroendoscopia em cirurgia de epilepsia minimamente invasiva;[59]
- Daphne Maurer, psicóloga experimental com foco no desenvolvimento infantil, visão e sinestesia;[60][61]
- Brenda Milner (nascida em 1918), neurocientista britânico-canadiana cujos estudos abordam a neuropsicologia clínica;[62][63]
- Kathryn Mary Murphy, neurocientista que estuda o desenvolvimento e a plasticidade do cérebro;[64]
- Lorina Naci, psicóloga e neurocientista nascida na Albânia e reconhecida por desenvolver um método de comunicação com pacientes em estado vegetativo persistente;[65][66]
- Isabelle Peretz (nascida em 1956), professora de psicologia especializada em cognição musical;[67][68]
- Jane Roskams, neurocientista nascida na Ilha de Man, cuja pesquisa foca-se no Brain Big Data e na partilha de dados;[69][70]
- Deboleena Roy, neurocientista com foco na neuroendocrinologia reprodutiva e biologia molecular;[71][72]
- Justine Sergent (1950-1994), pesquisadora de neurociência de origem libanesa especializada na neuroanatomia funcional do processamento facial;[73][74]
- Bernice Shanet (nascida em 1929), neurofisiologista especializada em neuroregeneração;[75]
- Debra W. Soh (nascida em 1990), escritora de artigos científicos, psicóloga e investigadora de questões de género e sexo;[76]
- Jane Stewart, neurocientista ativa em psicologia, psiquiatria e psicofarmacologia;[77]
- Indre Viskontas, neurocientista cognitiva lituano-canadiana e soprano de ópera;[78]
- Sandra Witelson, neurocientista reconhecida pela sua análise de espécimes no cérebro de Albert Einstein;[79][80][81]

### Cazaquistão
- Alexandra Elbakyan (nascida em 1988), reconhecida por criar o Sci-Hub;

### Chéquia/República Checa
- Eva Syková (nascida em 1944), neurocientista cuja pesquisa centra-se na homeostase iônica e de volume;[82]

### China
- Yang Dan, cientista sediada nos EUA, especializada no estudo dos circuitos neurais que controlam o sono e a função do córtex pré-frontal;
- Nancy Ip (nascida em 1955), neurocientista de Hong Kong;
- Lily Jan (nascida em 1947), neurocientista cuja investigação foca-se na junção neuromuscular de larvas de mosca Drosophila;
- Li-Huei Tsai, neurocientista de Taiwan a residir nos EUA, reconhecida pelo seu trabalho sobre os distúrbios neurológicos que afetam a aprendizagem e a memória;
- Dayu Lin, neurocientista a residir nos EUA, cujos estudos abordam os circuitos neurais subjacentes à agressão em roedores;
- Hailan Hu, neurocientista que explora os mecanismos neurais subjacentes a comportamentos sociais e doenças psiquiátricas;
- Li Zhaoping (nascida em 1964), neurocientista computacional e cientista da visão reconhecida pelos seus estudos sobre a hipótese de saliência V1;

### Coreia do Sul
- Gloria Choi, neurocientista que estuda modelos de ativação imune materna do transtorno do espectro do autismo;

### Dinamarca
- Gudrun Boysen (nascida em 1939), neurologista que pesquisa as causas e efeitos dos derrames vasculares cerebrais, pericárdicos e outros;[83]
- Gitte Moos Knudsen (nascida em 1959), neurobióloga translacional e neurologista clínico;[84][85]
- Maiken Nedergaard, neurocientista reconhecida por ter descoberto o sistema glifático;[86][87]
- Milena Penkowa (nascida em 1973), neurocientista condenada por fraude, desvio de fundos e má conduta científica;[88][89][90]

### Espanha
- Susana Martinez-Conde (nascida em 1969), neurocientista e escritora de artigos científicos que investiga como o cérebro humano cria ilusões perceptivas e cognitivas;
- Carmen Sandi, investigadora sobre os mecanismos neurobiológicos de como o estresse altera o cérebro;

### Estados Unidos da América
- Susan Ackerman, neurocientista e geneticista conhecida por investigar fatores genéticos e bioquímicos no sistema nervoso central;
- Elizabeth Adkins-Regan (nascida em 1945), neuroendocrinologista comportamental comparativa conhecida pelas suas pesquisas sobre os mecanismos hormonais e neurais do comportamento reprodutivo;
- Huda Akil (nascida em 1945), neurocientista síria-americana com foco na neurobiologia das emoções;
- Susan Amara, neurocientista com foco de estudos nas partes do cérebro ativadas pelos efeitos de drogas viciantes;
- Nancy Coover Andreasen (nascida em 1938), neurocientista e neuropsiquiatra conhecida por ter desenvolvido o conceito de sintomas negativos na esquizofrenia;
- Anne M. Andrews, neurocientista focada na neuroquímica do sistema de serotonina do cérebro;
- Amy Arnsten, neurocientista focada nos mecanismos moleculares por trás dos circuitos corticais superiores que governam a cognição;
- Ream Al-Hasani, neurocientista e farmacologista americana nascida na Grã-Bretanha que estuda opióides endógenos em dependência, dor e distúrbios afetivos;

- Kristin Baldwin, neurocientista com foco em células tronco pluripotentes reprogramadas e induzidas para estudar as mudanças epigenéticas do genoma e do cérebro;
- Tracy Bale (nascida em 1969), neurocientista e bióloga molecular com foco no estresse pré-natal dos pais e seu efeito na prole;
- Cornelia Bargmann (nascida em 1962), neurobióloga conhecida pelo seu trabalho sobre os mecanismos genéticos e de circuito neural do comportamento utilizando C. elegans;
- Carol A. Barnes, neurocientista com foco nas mudanças neurofisiológicas e comportamentais que ocorrem no cérebro durante o envelhecimento;
- Lisa Feldman Barrett (nascida em 1963), psicóloga e neurocientista que estuda a emoção, autora da obra Como as emoções são feitas: a vida secreta do cérebro;
- Susan R. Barry, neurobióloga e médica reconhecida por ter publicado a obra Fixing My Gaze: A Scientist's Journey into Seeing in Three Dimensions;
- Danielle Bassett (nascida em 1981), física e neurocientista de sistemas utilizados na ciência de rede e no estudo da aprendizagem no cérebro humano;
- Amy Bastian (nascida em 1968), neurocientista que contribuiu para a neurociência do controle sensório-motor;
- Diana Bautista, neurocientista conhecida pelo seu trabalho sobre os mecanismos moleculares subjacentes à coceira, toque e dor;
- Elaine Bearer, neurocientista, patologista e compositora, investigadora de ressonância magnética de conexões neurais e atividade cerebral em modelos de roedores transgênicos de distúrbios humanos;
- Marlene Behrmann (nascida em 1959), psicóloga especializada na neurociência cognitiva da percepção visual;
- Ursula Bellugi (nascida em 1931), neurocientista germano-americana que pesquisa sobre as bases biológicas da linguagem;
- April A. Benasich, neurocientista reconhecida pelo seu trabalho na área dos primeiros processos neurais necessários para o desenvolvimento cognitivo e da linguagem normal;
- Joanne Berger-Sweeney, neurocientista que pesquisa a neurobiologia da aprendizagem e da memória, com aplicações em distúrbios do neurodesenvolvimento;
- Heather A. Berlin, neurocientista conhecida pelo seu trabalho na comunicação e divulgação científica;
- Mayim Bialik (nascida em 1975), atriz, autora e neurocientista;
- Eliza Bliss-Moreau, neurocientista cujo trabalho tem em foco a biologia das emoções em humanos e animais;
- Brenda Bloodgood, neurocientista que estuda a plasticidade sináptica;
- Jill Bolte Taylor (nascida em 1959), neuroanatomista, autora e oradora, conhecida por estudar doenças mentais graves e pela obra My Stroke of Insight, A Brain Scientist's Personal Journey;
- Susan Y. Bookheimer, neurocientista conhecida pelo seu trabalho no desenvolvimento de técnicas de imagem cerebral para ajudar pacientes com Alzheimer e outras doenças relacionadas;
- Nancy Bonini (nascida em 1959), neurocientista e geneticista, pioneira no uso de Drosophila para estudar a neurodegeneração do cérebro humano;
- Mary Brazier (1904-1995), neurocientista nascida na Grã-Bretanha conhecida pela sua fundamental contribuição no estudo das alterações do EEG sob anestesia;
- Louann Brizendine (nascida em 1952), neurocientista que pesquisa sobre p humor e os hormônios das mulheres;
- Katja Brose, neurocientista conhecida por identificar o receptor Robo e p seu ligante Slit como uma nova família de moléculas de orientação axônica;
- Linda B. Buck (nascida em 1947), vencedora do Prémio Nobel, reconhecida pelo seu trabalho sobre o sistema olfativo;
- Mary Bartlett Bunge (nascida em 1941), neurocientista que pesquisa sobre a cura para a paralisia;
- Staci Bilbo, neuroimunologista que estuda como a ativação imunológica precoce causa desregulação neuroimune contribuindo para doenças relacionadas ao cérebro na idade adulta;
- Megan Carrey, neurocientista cujos estudos são sobre a coordenação do movimento pelo cérebro;[91]

- Patricia Carpenter, neurocientista com foco na organização dos sistemas cognitivos no pensamento imediato;
- C. Sue Carter, bióloga e neurobióloga comportamental especializada em neuroendocrinologia comportamental;
- Vivien Casagrande (1942–2017), neurocientista conhecida pela sua pesquisa sobre a compreensão de como o tálamo visual e o córtex interagem para construir nosso mundo perceptivo;
- Constance Cepko, neurocientista que pesquisa sobre os vectores retrovirais no estudo do desenvolvimento da retina;
- Anne Churchland, neurocientista que estuda a função do córtex parietal posterior em processos cognitivos:
- Patricia Churchland (nascida em 1943), filósofa canadense-americana cujos estudos têm em foco a interface entre neurociência e filosofia;
- Martha Constantine-Paton, neurocientista com foco em plasticidade sináptica e desenvolvimento cerebral, particularmente no desenvolvimento visual;
- Suzanne Corkin (1937–2016), neurocientista conhecida pelo seu estudos na área da memória humana, tendo desenvolvido grande parte da sua pesquisa em pacientes com doença de Alzheimer, doença de Parkinson e amnésia;
- Jacqueline Crawley, neurocientista conhecida por desenvolver testes, incluindo o teste de três compartimentos para avaliar o comportamento social dos ratos;
- Molly J. Crockett, neurocientista que estuda o papel dos neurotransmissores na tomada de decisões;
- Elizabeth C. Crosby (1888–1983), neuroanatomista conhecida pelas suas contribuições na neuroanatomia comparativa e humana;
- Meaghan Creed, neurocientista cujas pesquisas foram pioneiras na compreensão e aplicação de estimulação cerebral profunda para tratar doenças relacionadas ao cérebro;
- Jessica Cardin, neurocientista que estuda circuitos locais dentro do córtex visual primário para entender como as interações celulares e sinápticas se adaptam de forma flexível a diferentes estados e contextos comportamentais para dar origem a percepções visuais e conduzir comportamentos motivados;
- Merit Cudkowicz, neurologista, neurocientista e especialista mundial no estudo da esclerose lateral amiotrófica (ELA);

- Mary Fenner Dallman (1935-2021), neuroendocrinologista conhecida por elucidar a função ao longo do eixo hipotalâmico, pituitário e adrenal;
- Muriel Davisson, geneticista conhecida por desenvolver no modelo de roedores Ts65Dn síndrome de Down;
- Valina L. Dawson (nascida em 1961), neurocientista que pesquisa os mecanismos moleculares que levam à morte de células neuronais em doenças neurodegenerativas;
- Adele Diamond (nascida em 1952), co-fundundaora do campo da neurociência cognitiva do desenvolvimento;
- Marian Diamond (1926–2017), cientista e educadora pioneira, considerada uma das fundadoras da neurociência moderna;
- Lindsay M. De Biase, neurocientista que explora a diversidade de microglia que existe dentro do circuito dos gânglios da base para atingir microglia regional ou específica do circuito na doença;
- Zoe R. Donaldson, neurocientista americana que explora os mecanismos neurobiológicos e genéticos de vínculo social e comportamento social em roedores;

- Gillian Einstein (nascida em 1952), neurocientista com foco na anatomia do cérebro feminino;
- Lise Eliot, neurocientista e autora do livro sobre diferenças de gênero, Pink Brain, Blue Brain: How Small Differences Grow into Troublesome Gaps and What We Can Do About It;

- Emily Falk, neurocientista de comunicação que estuda a mudança de comportamento e a disseminação de ideias, com foco em vincular a atividade neural ao comportamento individual, grupal e populacional;
- Eva Feldman, neurologista que contribui para várias áreas de pesquisa, incluindo o diagnóstico da neuropatia diabética e a aplicação da terapia com células-tronco no tratamento de doenças humanas, como Alzheimer;
- Shelly Flagel, neurocientista comportamental que estuda as diferenças individuais em transtornos de dependência e controle de impulsos, aprendizado de recompensa e neurobiologia de comportamento motivado;
- Alice Weaver Flaherty, neurologista que pesquisa como os cérebros humanos representam os seus corpos em relação à depressão, Parkinson e distúrbios somatoformes;

- Kathleen Gates, neurocientista e psicóloga quantitativa que desenvolven métodos estatísticos para a análise de dados longitudinais intensivos;
- Lisa Genova (nascida em 1970), neurocientista e escritora conhecida pelo seu romance Still Alive, o qual retrata a história de um professor com doença de Alzheimer;
- Morton Ann Gernsbacher, neurocientista especializada em autismo e psicolinguística;
- Patricia Goldman-Rakic (1937–2003), primeira cientista a descobrir e descrever os circuitos do córtex pré-frontal e sua relação com a memória de trabalho;
- Lisa Goodrich (nascida em 1969), neurobióloga especializada nos mecanismos celulares e moleculares por trás do desenvolvimento de circuitos neurais;
- Elizabeth Gould (nascida em 1962), neurocientista com foco na neurogênese adulta no hipocampo;
- Patricia A. Grady, neurocientista conhecida pelos seus livros sobre hipertensão, permeabilidade cerebrovascular, estresse vascular e edema cerebral;
- Ann Graybiel (nascida em 1942), neurocientista especializada nos gânglios da base e na neurofisiologia da formação de hábitos;
- Carla Green (nascida em 1962), neurobióloga e cronobióloga que estuda o mecanismo molecular dos ritmos circadianos em mamíferos;
- Kalanit Grill-Spector, neurocientista que estudando a estrutura e função do sistema visual humano com ressonância magnética;
- Lisa Gunaydin, neurocientista que ajudou a descobrir e se especializou em tecnologia optogenética;
- Erin M. Gibson, bióloga glial e circadiana que estuda os mecanismos moleculares pelos quais o ritmo circadiano modula a biologia glial;
- Michelle Gray, neurobióloga líder no estudo das bases biológicas da doença de Huntington (DH), com foco nas interações neurônios-glia na DH;
- Sandra M. Garraway, neurocientista que estuda os mecanismos neurais da dor nociceptiva espinhal após lesão na medula espinhal;

- Melina Hale, neurocientista que estuda o peixe-zebra para entender como o cérebro comunica com os músculos para gerar movimento;
- Kristen Harris (nascida em 1954), neurocientista que estuda a estrutura e função das sinapses usando microscopia eletrônica 3D;
- Mary Hatten, neurocientista que pesquisa como os neurônios migram no cérebro;
- Kiralee Hayashi, atriz, dupla, ginasta, cientista e coautora da obra Brain surface parameterization using Riemann surface structure;
- Rachel Sarah Herz, psicóloga e neurocientista cognitiva conhecida como especialista em psicologia do olfato;
- Melissa Hines, neurocientista que estuda o desenvolvimento do gênero e como a interação da experiência pré-natal e pós-natal molda o desenvolvimento e o comportamento do cérebro;
- Susan Hockfield (nascida em 1951), neurocientista conhecida por ser pioneira no uso da tecnologia de anticorpos monoclonais na pesquisa do cérebro;
- Julianne Holt-Lunstad, psicóloga e neurocientista cujos estudos têm em foco os efeitos a longo prazo das conexões sociais e da solidão na saúde;
- Yasmin Hurd, neurocientista que estuda o vício em pessoas e modelos animais, incluindo alterações causadas pela cannabis;

- Dorothea Jameson (1920-1998), psicóloga cognitiva conhecida pela sua contribuição no campo da cor e da visão;
- Lily Jan (nascida em 1947), neurocientista chinesa-americana conhecida pelos seus estudos nos avanços na neurogênese, na especificação de destino celular e nos canais iônicos;
- Patricia Janak (nascida em 1965), psicóloga e neurocientista que contribui para a base biológica do comportamento no contexto da aprendizagem associativa;
- Charlene Drew Jarvis (nascida em 1941), pesquisadora científica e política;
- Amishi Jha, psicóloga e neurocientista que demostrou como o treino da atenção plena melhora vários aspectos da saúde cognitiva e emocional;
- Theresa A. Jones (nascida em 1964), neurocientista cujos estudos têm em foco a plasticidade neural em toda a vida útil da conectividade sináptica em animais adultos após danos cerebrais durante o aprendizado de habilidades;

- Nancy Kanwisher (nascida em 1958), neurocientista cognitiva conhecida por ter descoberto a área da face fusiforme e a área do lugar arahipocampal;
- JacSue Kehoe (nascida em 1935), neurocientista que estuda os neurônios da Aplysia californica e a resposta do nervo pós-sináptico;
- Ann E. Kelley (1954-2007), neurocientista especializada na neurociência de recompensa e do comportamento;
- Mary B. Kennedy (nascida em 1947), bioquímica e neurocientista com foco nos mecanismos moleculares da plasticidade sináptica;
- Catherine Kerr, neurocientista que investiga os efeitos de práticas de atenção baseadas no corpo, como Tai Chi e mindfulness, no cérebro e no sistema nervoso;
- Kristen Knutson, neurologista reconhecida por pesquisar as taxas de mortalidade dos tipos noturnos e matinais;
- Nancy Kopell (nascida em 1942), matemática conhecida por aplicar modelos matemáticos para analisar os mecanismos fisiológicos da dinâmica cerebral;
- Nina Kraus, neurocientista que investiga a codificação neural da fala e da música e sua plasticidade;
- Mary Jeanne Kreek (1937-2021), neurobiologista especializada no estudo e tratamento do vício;
- Leah Krubitzer, neurocientista que investiga como os cérebros complexos em mamíferos evoluem de formas mais simples;
- Patricia K. Kuhl, neurocientista que investiga a linguagem precoce e o desenvolvimento do cérebro e como as crianças aprendem;
- Marta Kutas (nascida em 1949), neurocientista cognitiva conhecida por descobrir o N400, um componente potencial relacionado a eventos tipicamente provocado por estímulos linguísticos inesperados;

- Story Landis, neurobióloga e ex-diretora do National Institute of Neurological Disorders and Stroke no National Institutes of Health;
- Lynn T. Landmesser (nascida em 1943), cientista biológica conhecida pela sua pesquisa no ramo da neurociência do desenvolvimento, particularmente relacionada à medula espinhal e à formação de circuitos motores espinhais;
- Jerre Levy (nascida em 1938), psicóloga e neurocientista que estuda a relação entre os hemisférios cerebrais e as tarefas orientadas para a visão versus a linguagem;
- Christiane Linster (nascida em 1962), neurocientista comportamental luxemburguesa-americana conhecida pela sua pesquisa no ramo da neuromodulação relacionada à aprendizagem e memória;
- Judy Liu, neurocientista que trabalha em malformações corticais que causam epilepsia;
- Margaret Livingstone (nascida em 1950), neurobióloga conhecida pelo seu livro Vision and Art: The Biology of Seeing;
- Jeanne Loring (nascida em 1950), neurobiologista de desenvolvimento e geneticista que estuda vários campos, incluindo a genómica e epigenética de células-tronco pluripotentes;
- Victoria Luine, psicóloga, neuroquímica e escritora;

- Misha Mahowald (1963-1996), neurocientista computacional que trabalhou no campo da engenharia neuromórfica;
- Eve Marder, neurocientista experimental e computacional reconhecida pelo seu trabalho em circuitos neurais no sistema nervoso estomatogástrico de crustáceos:
- Deborah Mash (nascida em 1952), neurologista que estuda as capacidades de parar o vício da ibogaína;
- Mara Mather, psicóloga que pesquisa o envelhecimento com foco no efeito da emoção e do estresse na memória;
- Helen S. Mayberg (nascida em 1956), neurologista conhecida por delinear a função cerebral anormal em pacientes com depressão profunda usando neuroimagem funcional;
- Susan McConnell, neurobióloga que estuda o desenvolvimento de circuitos neurais no córtex cerebral de mamíferos;
- Louise McCullough, neurologista envolvida na pesquisa de acidente vascular cerebral;
- Ann McKee (nascida em 1953), neuropatologista e especialista em doenças neurodegenerativas;
- Edith Graef McGeer (nascida em 1923), neurocientista conhecida por estudar a prevenção e tratamento da doença de Alzheimer e outras doenças neurodegenerativas;
- BethAnn McLaughlin (nascida em 1968), neurologista que pesquisa respostas ao estresse neural e lesão cerebral;
- Sara Mednick, psicóloga que pesquisa a relação entre a sesta e o desempenho;
- Vivienne Ming, neurocientista teórica e especialista em Inteligência Artificial;
- Nancy Minshew, psiquiatra e neurologista conhecida por trabalhar nas bases cognitivas, neurológicas e genéticas do autismo;
- Michelle Monje, neurologista que investiga os mecanismos moleculares para o neurodesenvolvimento e neuroplasticidade;
- Lisa Monteggia, neurocientista que investiga os mecanismos moleculares subjacentes às interações da neurotrofina com antidepressivos;
- Bita Moghaddam, neurocientista iraniano-americana que investiga os processos neuronais subjacentes à emoção e cognição como um primeiro passo para projetar estratégias para tratar e prevenir doenças cerebrais;
- Lisa Mosconi, neurocientista ítalo-americana que analisa as conexões entre a perimenopausa e a doença de Alzheimer;

- Elly Nedivi, neurocientista conhecida por investigar os mecanismos moleculares da neuroplasticidade;
- Helen Neville (1946-2018), neurocientista reconhecida por investigar o desenvolvimento do cérebro humano, incluindo neuroplasticidade e neurolinguística;
- Sharlene Newman, neurocientista cognitiva cujo trabalho se foca na área de neuroimagem, usando técnicas de ressonância magnética para estudar a função cerebral complexa;
- Mary Lawson Neff (1862-1945), neurologista pioneira responsável por investigar os efeitos da fadiga na saúde mental e emocional;
- Sheila Nirenberg, neurocientista que trabalha na codificação neural e no desenvolvimento de dispositivos protéticos capazes de se comunicar diretamente com o cérebro;

- Loraine Obler, neurocientista
- Kathie L. Olsen, neurocientista conhecida pelo seu trabalho em política científica;

- Audrey S. Penn (nascida em 1934), neurologista conhecida pelas suas pesquisas na bioquímica da fraqueza muscular, nomeadamente na miastenia gravis;
- Susan Perlman (nascida em 1949), neurologista e neurogeneticista que investiga a ataxia de Friedreich;
- Candace Pert (1946-2013), neurocientista e farmacologista conhecida por ter descoberto o receptor opiáceo, o local de ligação celular para endorfinas no cérebro;
- Laura-Ann Petitto (nascida em 1954), neurocientista cognitiva conhecida pela sua pesquisa neurolinguística, incluindo o trabalho sobre a capacidade de linguagem dos chimpanzés;
- Marina Picciotto (nascida em 1963), neurocientista conhecida pelo seu trabalho sobre o papel da nicotina no vício, memória e comportamentos de recompensa;
- Nicole Prause, neurocientista que pesquisa o comportamento sexual humano, vício e a fisiologia da resposta sexual;
- Caroline Palavicino-Maggio, neurocientista que explora como a expressão gênica em neurônios de amina e circuitos neurais leva a mudanças no comportamento social, especificamente agressão, em Drosophila;
- Gina Poe, neurocientista que estuda o sono e como a atividade neural durante o sono REM é crucial para a memória e a aprendizagem;

- Priya Rajasethupathy, neurocientista que pesquisa o desenvolvimento da memória ao longo do tempo, observando e manipulando circuitos neurais;
- Isabelle Rapin (1927–2017), neurologista e pediatra suíço-americana cujas contribuições cientifícas desmistifcaram para a compreensão do autismo e dos distúrbios da linguagem;
- Judith L. Rapoport, psiquiatra conhecida por estudar a fenomenologia clínica, neurobiologia e o tratamento da esquizofrenia de início na infância;
- Brenda Rapp, neurocientista e editora da Cognitive Neuropsychology, conhecida pelas suas pesquisas sobre a produção de palavras escritas e disgrafia;
- Lorna Role (nascida em 1953), neurofisiologista que estuda o papel dos circuitos colinérgicos e sinalização na memória do desenvolvimento ao envelhecimento;
- Kaitlyn Rarick(nascida em 2000), neurocientista e criadora do Brainsplain, um podcast criado para explorar o potencial do cérebro e do sistema nervoso;
- Linda Restifo, neurocientista que estuda as mudanças no desenvolvimento do cérebro que levam a distúrbios cognitivos;
- Barbara Rothbaum, psicóloga e pioneira no tratamento de transtornos relacionados à ansiedade;
- Vanessa Ruta, neurocientista conhecida por investigar circuitos quimiossensoriais por trás de comportamentos inatos e aprendidos na mosca Drosophila melanogaster;
- Carolyn I. Rodriguez, neurocientista e psiquiatra que desenvolve terapias rápidas para transtorno obsessivo-compulsivo e o transtorno de acumulação;

- Eleanor Saffran (1939-2002), neurocientista conhecida como pesquisadora no campo da neuropsicologia cognitiva;
- Cara Santa Maria (nascida em 1983), comunicadora de ciência e psicóloga;
- Rebecca Saxe, neurocientista cognitiva que trabalha na teoria da mente, a plasticidade do córtex e os substratos neurais da empatia e atribuição de emoção;
- Amita Sehgal, neurocientista celular e molecular que trabalha em ritmos circadianos e sono;
- Dorothy P. Schafer, neurobiologista com foco no papel da microglia no desenvolvimento de sinapses e circuitos cerebrais;
- Carla J. Shatz (nascida em 1947), uma das pioneiras que determinou alguns dos princípios básicos do desenvolvimento inicial do cérebro;
- Erin M. Schuman (nascida em 1963), neurobióloga que estuda sinapses neuronais;
- Rosalind A. Segal (nascida em 1958), neurobióloga que estuda como a ruptura do cérebro dos mamíferos leva à formação de malignidades cerebrais;
- Pamela Sklar (1959-2017), psiquiatra e neurocientista conhecida pelos seus estudos e descoberta de genes em larga escala no transtorno bipolar e esquizofrenia;
- Esther Somerfeld-Ziskind (1901-2002), neurologista e psiquiatra conhecida pelas suas pesquisas pioneiras sobre o uso de insulina, lítio e terapia eletroconvulsiva para o tratamento de distúrbios psiquiátrico;
- Tara Spires-Jones, neurocientista com foco na degeneração das conexões sinapses entre as células cerebrais neuronais na doença de Alzheimer;
- Beth Stevens (nascida em 1970), neurocientista conhecida por trabalhar no papel da microglia e proteínas do complemento na remoção de células sinápticas durante o desenvolvimento do cérebro;
- Wendy Suzuki, neurocientista que pesquisa a neuroplasticidade e como o cérebro é capaz de mudar e se adaptar ao longo da vida de uma pessoa;
- Susan Swedo, neurocientista que realiza pesquisas sobre as causas e tratamento de distúrbios neuropsiquiátricos pediátricos;
- Anne Schaefer, neurocientista e neuroimunologista que investiga os mecanismos epigenéticos da plasticidade celular e seu papel na regulação das interações microglia-neurônio;
- Carsen Stringer, neurocientista computacional e líder de grupo Janelia Research Campus da Howard Hughes Medical Institute, sendo reconhecida pelos métudos que utiliza com aprendizado de máquina e redes neurais profundas para visualizar gravações neurais em larga escala e, em seguida, sondar os cálculos neurais que dão origem ao processamento visual em ratos;

- Viviane Tabar, neurocirurgiã que pesquisa sobre biologia de células-tronco e estratégias para terapias baseadas em células para o reparo de lesão cerebral induzida por radiação;
- Paula Tallal (nascida em 1947), neurocientista que pesquisa sobre dislexia e outros distúrbios de codificação de palavras;
- Carol Tamminga, psiquiatra e neurocientista com foco no tratamento de doenças psicóticas, como esquizofrenia, transtorno bipolar psicótico e transtorno esquizoafetivo;
- Jill Bolte Taylor (nascida em 1959), neuroanatomista e autora do livro My Stroke of Insight;
- Sally Temple, neurocientista com foco em células-tronco neurais e terapias relacionadas a distúrbios oculares, cerebrais e da medula espinhal;
- Sujata Tewari (1938–2000), neurocientista indiana-americana conhecida pelo seu trabalho na demonstração de que o consumo crônico de álcool inibe o metabolismo de proteínas no cérebro dos roedores;
- Lin Tian (nascida em 1978), bioquímica e neurocientista com foco no desenvolvimento de ferramentas moleculares e aplicação para sondagem neuroquímica;
- Doris Tsao, neurocientista de sistemas conhecida por ser uma das pioneiras na fMRI ao utilizar gravações eletrofisiológicas de unidade única e por descobrir o sistema de remendo facial de macaco para percepção facial;
- Gina G. Turrigiano, neurocientista que pesquisa redes corticais e função de rede estromográstica;
- Kay Tye (nascida em 1981), neurocientista com foco em optogenética para identificar conexões no cérebro envolvidas na emoção inata, motivação e comportamentos sociais:
- Malú G. Tansey, neurocientista que investiga o papel das interações neuroimunes no desenvolvimento e progressão de doenças neurodegenerativas e neuropsiquiátricas;

- Leslie Ungerleider (nascida em 1946), psicóloga experimental e neurocientista conhecida por introduzir os conceitos das correntes dorsal e ventral;

- Ashley Van Zeeland (nascida em 1982), neurocientista com foco em genômica, genética e biotecnologia nas áreas de autismo e anorexia nervosa;
- Joan Venes (1935-2010), neurocirurgiã conhecido por ajudar a desenvolver a prática da neurocirurgia em crianças;
- Nora Volkow (nascida em 1956), psiquiatra mexicano-americana e neurocientista que realiza estudos de imagem do cérebro de pessoas viciadas em drogas;
- Leslie B. Vosshall (nascida em 1965), neurobióloga conhecida pelas suas contribuições no estudo do olfato, particularmente a descoberta e caracterização da família de receptores olfativos de insetos;

- Joni Wallis, neurofisiologista que investiga como o córtex frontal do cérebro é funcionalmente organizado para ajudar as pessoas a definir e atingir metas no nível de neurônios individuais;
- Jade Wang (nascida em 1983), programadora de computador e neurocientista conhecida como uma das co-fundadoras do projeto de código aberto Sandstorm;
- Heather Williams (nascida em 1955), neurocientista, ornitóloga e autora conhecida pelo seu livro Neurobiologia comportamental do canto dos pássaros;
- Rachel Wilson, neurobióloga que trabalha nas áreas de eletrofisiologia, neurofarmacologia, genética molecular e anatomia funcional;
- Catherine Woolley (nascida em 1965), neuroendocrinologista que estuda a neurociência celular e molecular em relação ao cérebro e comportamento;
- Sarah MN Woolley, neurocientista que estuda a neurociência da comunicação, usando pássaros canoros para entender como o cérebro aprende e entende a comunicação vocal;
- Ilana B. Witten, neurocientista que estuda os circuitos de recompensa dopaminérgicos do mesencéfalo, com foco nos mecanismos do circuito neural estriatal que conduzem o aprendizado de recompensas e a tomada de decisões;

- Anne B. Young, médica e neurocientista que trabalha com doenças neurodegenerativas, incluindo a doença de Huntington e a doença de Parkinson;

- Phyllis Zee, neurologista que pesquisa sobre o sono básico e translacional e ritmo circadiano;
- Huda Zoghbi (nascida em 1954), geneticista americana nascida no Líbano que estuda sobre o MECP2 e descobriu que a superexpressão da proteína em roedores levava a um distúrbio neurológico semelhante ao autismo.

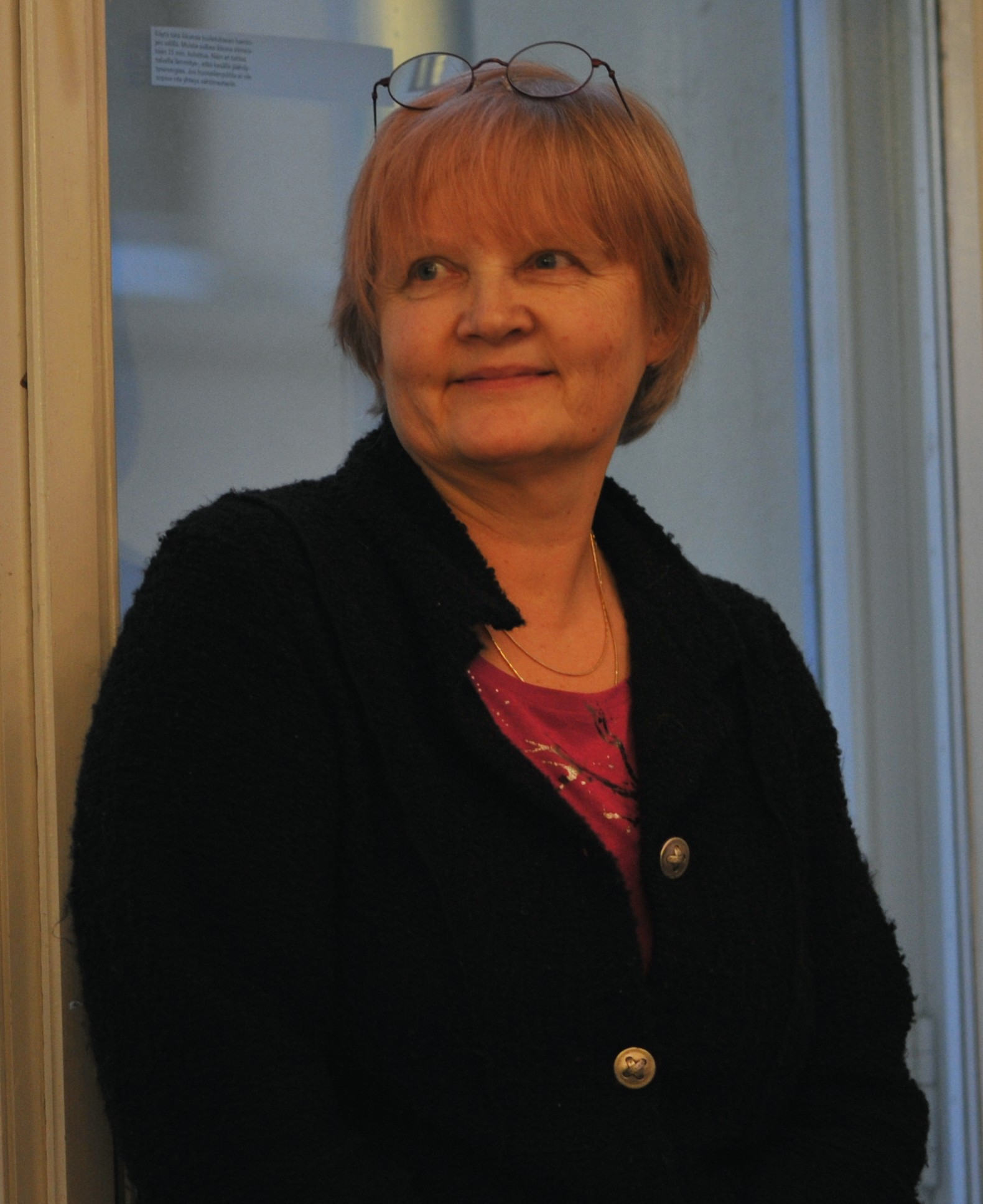
Riitta Hari, neurocientista finlandesa, no Science Forum 2011 em Helsinque

### Finlândia
- Riitta Hari (nascida em 1948), neurocientista conhecida pelo seu trabalho na compreensão do desenvolvimento do córtex humano saudável e doente;[92][93]
- Miia Kivipelto (nascida em 1973), neurocientista cuja pesquisa foca-se nos efeitos da demência e da doença de Alzheimer;[94]

### França
- Denise Albe-Fessard (1916-2003), neurocientista reconhecida pela sua pesquisa sobre as vias de dor do sistema nervoso central;
- Angélique Arvanitaki (1901-1983), neurocientista reconhecida pela sua pesquisa sobre a atividade elétrica dos neurônios;
- Aurore Avarguès-Weber (nascida em 1983), neurocientista cognitiva cuja pesquisa centra-se bo comportamento das abelhas;
- Anne Beaumanoir (nascida em 1923), neurofisiologista e menbro da resistência francesa que chefiou o departamento de neurofisiologia do Hospital Universitário de Genebra;
- Cécile Charrier (nascida em 1983), pesquisadora neurocientista, vencedora do Prémio Irène Joliot-Curie “Jovem Cientista do Ano” de 2021;
- Augusta Déjerine-Klumpke (1859-1927), neuroanatomista francesa nascida nos Estados Unidos, reconhecida por ser a co-autora do livro de dois volumes sobre a anatomia dos centros nervosos Anatomie des Centres Nerveux;
- Brigitte Kieffer (nascida em 1958), neurobiologista molecular conhecida pela sua pesquisa sobre os receptores opiáceos;
- Laurence Lanfumey (nascida em 1954), neurocientista especializada na pesquisa pré-clínica em neurociência e neuropsicofarmacologia molecular;
- Marcelle Lapicque (1873-1960), neurofisiologista conhecida pela sua pesquisa sobre os impulsos nervosos e os efeitos de venenos no corpo humano;
- Gabrielle Charlotte Lévy (1886-1934), neurologista reconhecida por ter estudado e nomeado o Síndrome de Roussy-Lévy e o Síndrome de Lhermitte-Lévy;
- Christine Petit (nascida em 1948), geneticista conhecida pelo seu trabalho pioneiro sobre a genética da audição e surdez;
- Cécile Vogt-Mugnier (1875-1962), neurologista conhecida pelos seus extensos estudos citoarquitectônicos sobre o cérebro;
- Claire Wyart (nascida em 1977), biofísica e neurocientista que estuda os circuitos subjacentes ao controle da locomoção, nomeada Oficial da Ordre National du Mérite;

### Grécia
- Sophia Frangou, neurocientista a residir nos EUA que pesquisa os processos fisiopatológicos subjacentes à psicose;[95][96]
- Nancy Papalopulu, neurocientista sediada no Reino Unido que pesquisa como o tempo da neurogênese é regulado durante o desenvolvimento de vertebrados;[97]

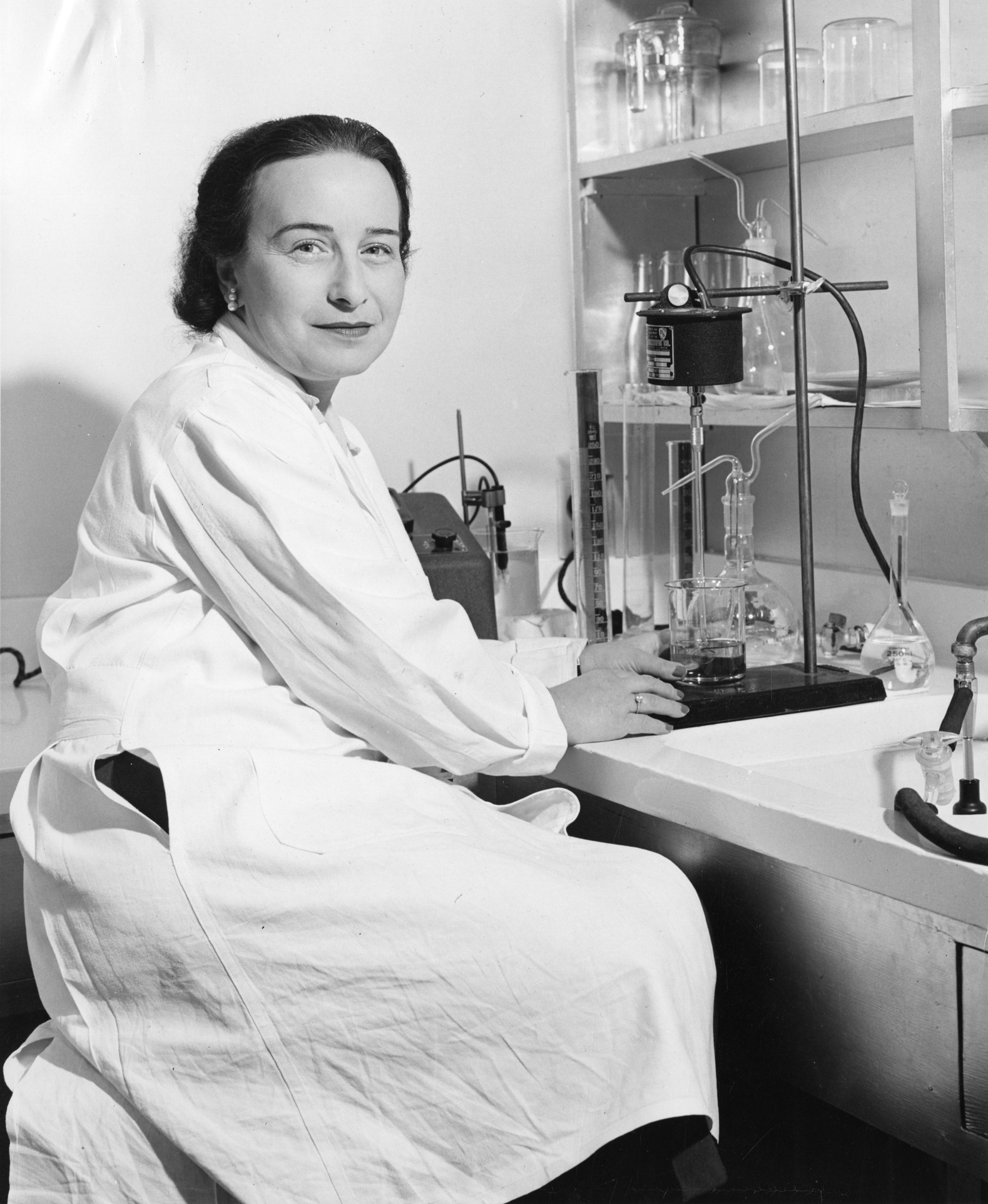
Elizabeth Roboz Einstein (1904-1995), bioquímica pioneira e neurocientista da Hungria

### Hungria
- Elizabeth Roboz Einstein (1904-1995), bioquímica e neurocientista conhecida por purificar e caracterizar a proteína básica da mielina;[98][99][100]

### Índia
- T. S. Kanaka (1932-2018), a primeira neurocirurgiã da Ásia;[101][102]
- Sandhya Koushika, neurocientista cujo trabalho foca-se na regulação do transporte axonal dentro das células nervosas;[103][104]
- Vijayalakshmi Ravindranath (nascida em 1953), neurocientista do estudo de distúrbios relacionados com o cérebro;[105][106]
- MV Padma Srivastava (nascida em 1965), neurologista, acadêmica de medicina e escritora do Programa de AVC Agudo (Acute Stroke Programme);[107][108]
- Shubha Tole (nascida em 1967), neurocientista que investiga o desenvolvimento e evolução do cérebro dos mamíferos;[109][110]
- Vidita Vaidya, neurocientista que pesquisa sobre a psiquiatria molecular e os neurocircuitos da emoção;[111]
- Shashi Wadhwa (nascida em 1948), reconhecida pelos seus estudos no campo da anatomia e neurociência do desenvolvimento;[112][113]

### Irlanda
- Eleanor Maguire (nascida em 1970), investigadora sobre a memória episódica no contexto da cognição mais ampla;[114][115]
- Mary Reilly, neurologista que estuda a neuropatia periférica;[116][117]

### Israel
- Daphna Joel (nascida em 1967), neurocientista comportamental da Universidade de Tel Aviv em Israel;
- Daniela Schiller (nascida em 1972), reconhecida pelo seu trabalho na reconsolidação da memória;
- Hermona Soreq (nascida em 1947), reconhecida pela sinalização da acetilcolina e a sua relevância nas respostas ao estresse e em doenças neurodegenerativas;
- Asya Rolls, psiconeuroimunologista que explora como o sistema nervoso afeta as respostas imunológicas e a saúde física;
- Kalanit Grill-Spector, professora e neurocientista que investiga o sistema visual na Universidade de Stanford nos Estados Unidos da América;
- Michal Schwartz, professora de neuroimunologia no Instituto Weizmann da Ciência em Israel;
- Nilli Lavi, psicóloga e professora de neurociência na University College London do Reino Unido;
- Tali Sharot, neurocientista cognitiva na University College London do Reino Unido;
- Michal Rivlin, neurocientista que investiga as funções da retina no Instituto Weizmann da Ciência em Israel;

### Itália
- Maria Luisa Gorno-Tempini, neurocientista com foco na neurologia comportamental, particularmente no substrato neural da linguagem e da memória;
- Rita Levi-Montalcini (1909-2012), laureada com o Prémio Nobel pelo seu trabalho no campo da neurobiologia;
- Raffaella Rumiati, neurocientista cognitiva;
- Maria Grazia Spillantini, investigadora dos mecanismos que levam à neurodegeneração;
- Camilla Bellone (nascida em 1975), neurocientista que explora os mecanismos moleculares e os circuitos neurais subjacentes ao comportamento social e investiga como os defeitos no nível molecular e de circuito dão origem a estados de doença psiquiátrica;

### Japão
- Noriko Osumi, especialista em neuroembriologia e neurociência do desenvolvimento para revelar o esquema da mente humana em termos de desenvolvimento do cérebro;

### Líbano
- Huda Zoghbi (nascida em 1954), geneticista libanês-americana reconhecidoa pela sua pesquisa na síndrome de Rett e ataxia espinocerebelar de tipo 1;[118][119]

### Lituânia
- Urtė Neniškytė (nascida em 1983), investigadora na interação de neurônios e células imunes no cérebro;[120]

### México
- Mónica Andrea López Hidalgo, investigadora de astrócitos, função cognitiva e mudanças relacionadas à idade;[121][122]

### Nova Zelândia
- Marianne Fillenz (1924-2012), neurocientista nascida na Roménia, reconhecida pela sua pesquisa sobre a fisiologia do sistema nervoso autônomo;
- Jenny Morton, neurobiologista especializada em doenças neurodegenerativas;

### Noruega
- Siri Leknes, neurocientista conhecida por dirigir o Leknes Affective Brain Lab;
- May-Britt Moser (nascida em 1963), psicóloga, neurocientista e distinguida com o Prémio Nobel pelo seu trabalho em células de grade;
- Kristine Beate Walhovd (nascida em 1976), psicóloga e neurocientista que pesquisa sobre as mudanças de vida no cérebro e cognição;

### Países Baixos
- Astrid Linthorst, neurocientista especializada em neuroquímica e neuroendocrinologia de estresse e comportamento;
- Sabine Spijker, neurocientista que pesquisa sobre o efeito de doenças neuropsiquiátricas na cognição;
- Eveline Crone (nascida em 1975), professora de neurociência cognitiva e psicologia do desenvolvimento, reconhecida pelo seu trabalho sobre a função de comportamentos de risco em adolescentes púberes;

### Paquistão
- Aafia Siddiqui (nascida em 1972), neurocientista condenada por sete acusações de tentativa de homicídio e agressão de pessoal dos EUA;

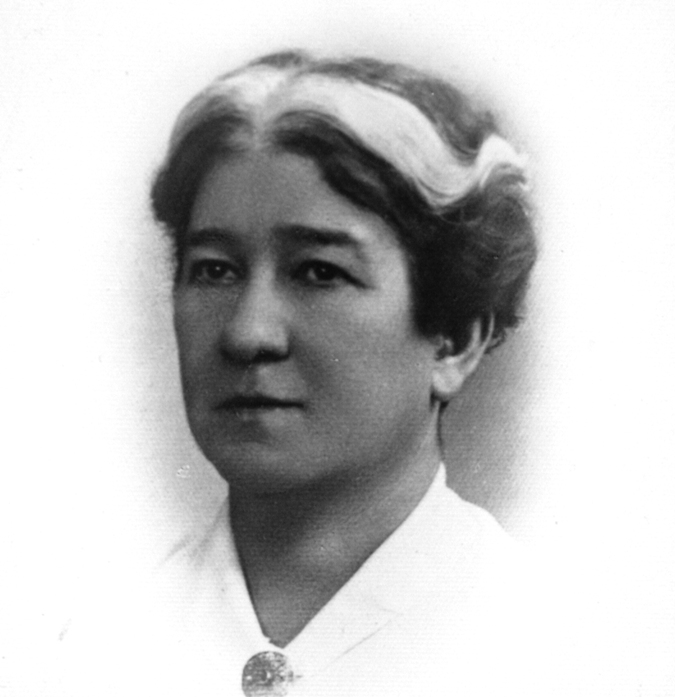
Nathalie Zand

### Polónia
- Łucja Frey (1889–c.1942), neurologista reconhecida por descrever a síndrome do nervo auriculotemporal, agora amplamente conhecida como "síndrome de Frey"
- Małgorzata Kossut (nascida em 1950), neurocientista especializada em neuroplasticidade e mecanismos neurais de aprendizagem e memória;
- Liliana Lubińska (1904–1990), neurocientista conhecida pela sua pesquisa sobre o sistema nervoso periférico e a descoberta do transporte axoplasmático bidirecional;
- Irena Nalepa (nascida em 1951), neurocientista, farmacologista e bioquímica;
- Nathalie Zand (c.1884–1942), neurologista reconhecida por ter estudado o plexo coróide e ter publicado a obra Les plexus coroides: Anatomie, physiologie, pathologie;

### Portugal
- Hanna Damásio, neurocientista que usa métodos de imagem cerebral, como tomografia computadorizada e ressonância magnética nuclear para investigar doenças cerebrais;[123][124][125]
- Paula Isabel da Silva Moreira (nascida em 1975), neurocientista reconhecida pelas suas descobertas na área da oxidação mitocondrial na doença de Alzheimer:[126]

### Reino Unido
- Ingrid Allen (1932-2020), neurocientista reconhecida pela sua pesquisa sobre a neurodegradação;
- Sarah-Jayne Blakemore (nascida em 1974), investigadora da percepção de causalidade no cérebro humano;
- Gemma Calvert, neurocientista reconhecida pelo estudo dos sistemas cerebrais multissensoriais e de como o poder do cérebro subconsciente afeta o marketing;
- Helen Cassaday, neurocientista e investigadora de biologia subjacente dos processos de aprendizagem associativa;
- Nicola Clayton (nascida em 1962), psicóloga especializada em cognição comparativa;
- Hannah Critchlow (nascida em 1980), neurocientista com foco de pesquisa em neurociência celular e molecular;
- Iroise Dumontheil, neurocientista com foco de pesquisa na cognição social e funções executivas associadas ao córtex pré-frontal e rostral;
- Wendy Ewart, neurocientista responsável pelo desenvolvimento do plano estratégico do Medical Research Council;
- Maria Fitzgerald (nascida em 1953), neurocientista que estuda a fisiologia do desenvolvimento e neurobiologia de circuitos nociceptores no cérebro e medula espinhal;
- Sarah Garfinkel, neurocientista que estuda a ligação entre a interocepção e o cérebro;
- Alison Goate, neurocientista reconhecida por estudar a genética da doença de Alzheimer e de outras demências relacionadas;
- Usha Goswami (nascida em 1960), neurocientista que investiga a base neural da dislexia do desenvolvimento, de fala e linguagem e do comportamento motor rítmico;
- Susan Greenfield, Baronesa de Greenfield (nascida em 1950), cientista, escritora e radialista cujos estudos têm em foco o tratamento das doenças de Parkinson e Alzheimer;
- Francesca Happé (nascida em 1967), neurocientista cognitiva que investiga as condições do espectro do autismo;
- Julie M. Harris (nascida em 1967), psicóloga que estuda a visão binocular, visão e padrões animais;
- Christine Holt (nascida em 1954), neurocientista que estuda o desenvolvimento dos mecanismos básicos do cérebro dos vertebrados;
- Eve Johnstone (nascida em 1944), médica escocesa, pesquisadora clínico, psiquiatra e acadêmica que investiga a esquizofrenia e doença psicótica;
- Annette Karmiloff-Smith (1938-2016), neurocientista cognitiva reconhecida pela suas pesquisas sobre a síndrome de Williams;
- Tara Keck, neurocientista que investiga a plasticidade sináptica e homeostática no neocórtex;
- Jennifer S. Lund (nascida em 1940), anatomista focada na organização dos circuitos feedforward e feedback no neocórtex;
- Giovanna Mallucci, neurocientista especializada em doenças neurodegenerativas;
- Ruth McKernan, neurocientista conhecida pelo seu trabalho nos canais iônicos controlados por ligantes, bem como por serviços para negócios e inovação;
- Katharine Montagu (?-1966), primeira neurocientista a identificar a dopamina no cérebro humano;
- Freda Newcombe (1925-2001), neuropsicóloga clínica que desempenhou um papel fundamental no desenvolvimento da neuropsicologia cognitiva;
- Karalyn Patterson (nascida em 1943), especialista em neuropsicologia cognitiva;
- Gina Rippon (nascida em 1950), investigadora da aplicação de técnicas de imagem cerebral, particularmente eletroencefalografia e magnetoencefalografia;
- Katya Rubia, neurocientista reconhecida pelos seus estudos no campo da neurociência cognitiva infantil e neuropsiquiatria;
- Barbara Sahakian, neurocientista conhecida pelas suas contribuições na psicofarmacologia, neuroética, neuropsicologia, neuropsiquiatria e neuroimagem;
- Sophie Scott (nascida em 1966), neurocientista que investiga a neurociência cognitiva de vozes, fala e riso;
- Aditi Shankardass, neurocientista cujo trabalho clínico usa gravações de eletroencefalograma do cérebro para diagnosticar distúrbios do desenvolvimento em crianças;
- Maria Grazia Spillantini, neurocientista conhecida por ter identificado a proteína alfa-sinucleína como o principal componente dos corpos de Lewy;
- Tara Spires-Jones (nascida em 1976), neurocientista que estuda a degeneração das sinapses e resiliência na doença de Alzheimer e de outras doenças neurodegenerativas;
- Susan Standring, neurobióloga experimental, escritora e pesquisadora;
- Karen Steel, geneticista que estuda a genética por trás da surdez, concentrando-se principalmente na genética de roedores;
- Sarah Tabrizi (nascida em 1965), neurologista britânico-iraniana e neurocientista no campo da neurodegeneração;
- Kathleen Taylor, neurocientista cujos estudos têm em foco os campos da fisiologia, psicologia e neurociência da religião;
- Irene Tracey (nascida em 1966), investigadora focada na neurociência da percepção da dor e analgesia;
- Anne Treisman (1935-2018), psicóloga cognitiva que estudou sobre a atenção visual, percepção de objetos e memória;
- Angela Vincent (nascida em 1942), conhecida pelas suas pesquisas nas áreas de biologia molecular, bioquímica, imunologia celular e neurofisiologia intracelular;
- Elizabeth Warrington (nascida em 1931), neuropsicóloga especializada no estudo da demência;
- Heather Whalley, psiquiatra com foco de pesquisa nos mecanismos subjacentes ao desenvolvimento de grandes transtornos psiquiátricos;
- Emma Yhnell, neurocientistas com foco de pesquisa na doença de Huntington;

### Roménia
- Marianne Fillenz (1924-2012), reconhecida por investigar a fisiologia do sistema nervoso autônomo;[127]

### Rússia
- Natalia Bekhtereva (1924-2008), neurocientista e psicóloga conhecida por ter desenvolvido várias abordagens neurofisiológicas para a psicologia;
- Svetlana Dambinova (nascida em 1949), neurocientista reconhecida pela sua pesquisa sobre receptores de glutamato;
- Angelina Guskova (1924-2015), neurologista, neurocirurgiã e especialista em proteção contra radiação;
- Ol'ga Leonova (c.1851- c.1890–1910), embriologista e médica reconhecida por pesquisar distúrbios congênitos e a conexão entre danos no sistema nervoso central e doenças oculares;
- Taisiya Sergeevna Osintseva (1923-2008), neurologista cujos estudos focavam-se em infecções nidal selvagens crônicas do sistema nervoso;
- Tatiana Rosenthal (1885-1921), psicanalista, médica e especialista em neurologia;
- Olga Vinogradova (1929-2001), neurocientista cognitiva;

### Suécia
- Annica Dahlström (nascida em 1941), neurocientista com foco de pesquisa em como as células nervosas armazenam e transportam sinais;
- Isabelle Dussauge, neurocientista cognitiva que cofundou a Rede NeuroGenderings;
- Mouna Esmaeilzadeh (nascida em 1980), neurocientista e empresária iraniana-sueca conhecida pela sua clínica de longevidade, a qual utiliza análises genéticas como parte de exames avançados de saúde em seus pacientes;
- Pam Fredman (nascida em 1950), neurocientista, presidente da Associação Internacional de Universidades (International Association of Universities);

### Suíça
- Silvia Arber (nascida em 1968), neurobióloga que investiga os mecanismos envolvidos na função e montagem de circuitos neuronais que controlam o comportamento motor;
- Jocelyne Bloch, neurocientista que investiga a estimulação cerebral profunda e o reparo cerebral para distúrbios do movimento;
- Victoria Chan-Palay (nascida em 1945), neurocientista nascida em Singapura, fundadora da revista Dementia and Geriatric Cognitive Disorders;
- Anelis Kaiser, neurocientista que explora a influência de noções heteronormativas de orientação sexual;
- Melanie Greter, neuroimunologista que estuda a ontogenia da microglia e macrófagos;
- Aude Billard, física e neurocientista computacional que cria máquinas de algoritmos de aprendizagem para desenvolver modelos de aprendizagem de máquina em humanos;

### Peru
- Nilay Yapici, neurocientista da Universidade de Cornell nos Estados Unidos da América que estuda os circuitos neurais subjacentes à tomada de decisão e ao comportamento alimentar em modelos de moscas da fruta para preparar o caminho para uma compreensão de como atingir e tratar a obesidade e os distúrbios alimentares em pacientes;[128][129]